# Rockets
Rockets — французская рок-группа, одни из лидеров направления спейс-рок, основана в середине 1970-х годов.

Известны своим образом «пришельцев из космоса», одними из первых в истории музыки масштабными шоу с использованием целого каскада спецэффектов (в частности, «инопланетных» декораций, пиротехники, лазеров).

Альбомы «Plasteroid» и «Galaxy» стали золотым (200 000 копий) и платиновым (1 млн копий) в Италии, соответственно.

## История
История Rockets началась в 1972 году, в Париже, где они под именем Crystal играли в основном в клубах. На сцене появлялись в нормальной одежде и с длинными волосами.
В 1974 г. Crystal сменили название на Rocket Man (или Rocketters): пять пришельцев с зелёными глазами (контактные линзы), серебряной кожей и в «космической» одежде; записали сингл «Rocket Man» (две версии — инструментальную и с вокалом). Продюсером выступил Клод Лемон, который и оставался им до 1983 года.
В 1975 году название группы сменилось на Rockets, вышел сингл (только во Франции) «Future Woman» — ранняя версия, отличная от той, что будет включена позднее в их первый альбом. Сторона B включала инструментальную композицию «Sexy Planet», не вошедшую ни в один из альбомов. В том же году был выпущен в нескольких странах сингл «Samourai», также не включенный в альбомы.
В 1976 году во Франции вышла первая пластинка под названием «Rockets», а группа провела серию живых шоу с использованием вокодера, лазеров, световых эффектов и пиротехники, сразу же имея успех во Франции, а затем и за её пределами.
В 1977 году Rockets приняли участие в шоу «Festival di Pesaro» (it:Festival di Pesaro) и впервые появились на итальянском телевидении. Бертин Хьюго (клавишные) выступал в шлеме, не желая расставаться с волосами. В 1977 и 1978 годах альбом «Rockets» вышел в других странах.
Следующая пластинка «On the Road Again» вышла в 1978 году во многих странах. Заглавная песня — кавер-версия одноименной песни конца 1960-х годов, блюз-рок группы Canned Heat. Американская версия была выпущена студией Tom’n’Jerry, отсюда название на обложке — Tom’n’Jerry’s Rockets. В том же году группа гастролировала в США и Канаде. В Италии их альбом остался в хит-параде почти год.
В 1979 году только в Италии вышел сборный альбом «Sound of the Future». Он содержит полную версию «Space Rock» и «Future Woman», а также «Don’t be sad» и «Atomic Control», не вошедшие в другие пластинки.
Следующий альбом, «Plasteroid», помог Rockets закрепить свой успех в Испании и Германии. В Италии он получил статус «золотого» (200 тыс. копий) ещё до того, как поступил в продажу — только по заказам магазинов.
В 1980 году только в Италии вышел альбом «Live». Часть его была записана во время тура «Plasteroid». В его составе несколько хитов и два соло — на барабанах («Drum Solo») и гитаре («Guitar Visions»).
По мнению критиков (и самих Rockets) — следующий альбом «Galaxy» (1980) — был лучшим в их истории. С этим альбомом, который получил статус платинового (более 1 млн копий) в Италии, группа достигла вершины своего успеха. После выхода альбома Rockets отправились в большой 200-дневный тур.
Начиная с альбома «Pi 3,14» (1981), который готовился при участии некоторых членов группы Visitors, группа изменила свой образ — не только «space men», но и колдуны, ковбои и так далее. Впервые представлен женский вокал («Ideomatic») и электронные барабаны. Сингл с песнями из этого альбома «Radiate»/«King of Universe» вышел только в Испании.
Весной 1982 года новый сингл «Radio Station»/ «Star Vision», представленный на шоу «Saint Vincent», имел успех. Эти песни в несколько измененном виде были включены в следующий альбом «Atomic», который вышел через несколько месяцев. Это был последний альбом, записанный Rockets в оригинальном составе. Хотя альбом сохранял традиционный стиль, пресса и публика отнеслись к нему прохладно.
В 1984 году Rockets покинули продюсер Клод Лемуан (который считался шестым членом группы) и его компаньон. Кристиан Ле Барц оставил сцену, став гастрольным менеджером группы. Вскоре ушел Ален Гротцингер. К Rockets присоединился Сал Соло, экс-лидер группы Classix Nouveaux, и в таком составе был записан новый альбом «Imperception».
Изменения в группе повлекли за собой изменения внешности и музыки. Уже обычные люди (не «пришельцы»), в футуристических костюмах (разработанных Виктором Тольяни, который до этого работал с группой Visitors, а также был художником, скульптором и экспертом в области абстрактного и НФ-искусства). Также и стиль музыки изменился в сторону большинства британских поп-групп того периода — меньше «электроники», больше танцевальной. Видеоклип «Under the Sun» был использован в программе фестиваля в Сан-Ремо. Песня «Contact» была включена через год (хотя и в отличной версии) в сольный альбом Сал Соло «Heart&Soul».
В 1985 году группа записала альбом «One Way» и поменяла название на Roketz. Жерар Лэр покинул группу, так как не был согласен с новым направлением. С изменением названия окончательно изменилась их музыка и внешность. Сингл «Don’t Give Up» появился одновременно с новым альбомом.
После семилетнего молчания в 1992 году вышел альбом «Another Future» (на CD и виниле). В него вошли новые песни, а также несколько ремиксов прежних. Стиль — смесь танцевальной музыки и рэпа, но некоторые песни сделаны в традиционном стиле Rockets. Также в 1992 году на компакте вышел сборник «Galactica», в который включены песни с пластинок, выпущенных в период 1980—1984 гг.
В 1996 г. выпущены два двойных сборника на CD — «Greatest Hits» и «Hits and Remixes». Первый — с лучшими песнями Rockets с 1976 по 1982 гг. — вышел также на виниле. Второй включает то же самое, плюс шесть ремиксов 1996 года.
В мае 1999 ND-программа «Fratelli nella Notte», переданная по каналу TeleNord, была целиком посвящена Rockets. Фабрис Квальотти также участвовал в разговоре, позвонив в студию.
В январе 2000 г. в Италии был выпущен сборник «On the road», включающий классические песни периода 1977—82 гг. Печать и распространение этих дисков не были разрешены владельцами копирайта. Хотя продажа дисков была запрещена, часть тиража попала на рынок. В феврале был отпечатан ремикс «Future Woman» под названием «Future Love». Запись распространялась под именем «Rockets Brahama».
В мае 2000 Rockets вернулись в обновлённом составе. Фабрис Квальотти и Алан Маратрат (из первоначального состава группы) совместно с другими музыкантами работали над новым проектом — ROCKETS N.D.P. Алан Гротцингер и Жерар Лэр также поддержали этот проект. Пластинка с песнями «Gamastasis» и «Endless Blue» вышла в Италии, но очень незначительным тиражом.
В октябре 2000 г. в Италии вышел официальный сборник лучших песен «The Definitive Collection» на двух дисках, включающий несколько ранее не издававшихся песен и два иллюстрированных буклета. Несмотря на это, лучшие классические песни по-прежнему записаны с винила — вместо указанной на обложке живой версии «On the Road Again» в сборник включён стилизованный под рэп ремикс 1992 года, а оригинальный вариант песни сокращён вдвое.
В ноябре 2002 итальянские радиостанции передали новый ремикс «On the Road Again 2003». В январе 2003 г. был выпущен CD «On the Road Again» с надписью «We are back» на вкладыше, включающий все восемь версий-ремиксов этой песни. Также небольшим тиражом отпечатаны два виниловых диска с одинаковыми рисунками на обложке (красный и зелёный), содержащие пять ремиксов.
29 марта 2003 Фабрис и Алан Гротцингер появились на концерте группы Universal Band (исполняющей исключительно кавер-версии песен Rockets) и в заключительной части присоединились к группе на сцене, сыграв Venus Rapsody. Гротцингер также исполнил соло на ударных и остался за барабанами в заключительной песне вечера — Universal Band. В начале мая в продажу поступил сборник ремиксов «Galactica» — на CD и двух 12" виниловых дисках. Один из ремиксов представлен в полной версии на виниле и в сокращённой радиоверсии на компакте. На канале MTV Италия в танцевальной программе крутится одноименный видеоклип.
В середине июня 2003 года появился новый альбом Rockets «Don’t Stop». В новой команде только один музыкант классического состава — Фабрис. Альбом включает четыре ремикса и пять новых композиций, из которых только Rockets Land хоть как-то напоминает прежний стиль Rockets.
Был создан официальный сайт группы rocketsland.net. Rockets появились в программах итальянских телеканалов Italia 1, Rete 4, Canale 5, Countdown. 11 сентября 2004 г. Rockets приехали в Москву и вечером дали единственный концерт в Апельсин-клубе.
В январе 2005 итальянский музыкальный канал Rete A All Music Channel посвятил Rockets получасовую программу One Shot.
В апреле 2005 вышел небольшим тиражом (120 экземпляров) новый промосингл «Rebel Yell» с обработкой одноимённой песни Билли Айдола. Название группы на обложке не указано (если не считать буквы R).
В апреле 2006 выпущен новый сингл (12" винил) «Back to Woad». На первых ста пластинках тиража — автограф Фабриса. В мае в магазинах появился сингл на CD с тем же набором песен.
В ноябре 2006 Rockets выступили в Москве на концерте «Дискотека 80-х» с песнями Future Game и Galactica под оригинальную фонограмму.
В феврале 2007 в Италии был выпущен сборник на двух CD «Outer World» с тем же набором песен, что и в «The Definitive Collection». В июне 2007 основные альбомы официально вышли на компакт-дисках в одном комплекте — 7CD Box «The Silver Years».
В апреле 2009 были официально изданы архивные видеоматериалы группы в составе нового семидискового издания 2DVD/5CD «A Long Journey». Также в составе сборника раритетные музыкальные записи и редкие синглы.
В октябре 2009 был выпущен новый сингл «World on Fire».
В июне 2010 вышел итальянский музыкальный журнал RARO со статьей на четырёх страницах, посвящённой истории Rockets (золотые 70-е и 80-е) вместе с подробной дискографией (итальянской) альбомов и синглов.
В ноябре 2010 были переизданы семь классических альбомов в одной упаковке 7CD box «The Story».
Одиннадцатый альбом — Kaos (2014). В том же году выпущен сборник тех же классических альбомов в 5CD box с характерным стилистически объединяющим названием «Space Rock».
24 мая 2019 вышел двенадцатый альбом группы «Wonderland».
1 октября 2021 года единственный участник оригинального состава группы Фабрис Куалиотти участвовал в выпуске ранее неизданного в 1981 году альбома (Ghost Album), записанного оригинальным составом, назвав его Alienation.

## В культуре
кавер-группы
Universal Band — итальянская кавер-группа, исполняющая каверы песен «Rockets».
Dmitriy Nelepin — русский исполнитель каверов «Rockets». В 2019 году выпустил совместный альбом с вокалистом Rockets Лукой Бестетти (альбом «Don’t Stop»; сценическое имя — LBM) под названием Rockets LBM Project «Universe One».

## Альбомы
- 1976 — Rockets (альбом)[англ.]
- 1978 — On The Road Again (альбом)[англ.]
- 1979 — Plasteroïd[англ.]
- 1980 — Galaxy[англ.]
- 1981 — π 3,14 (см. Pi)
- 1982 — Atomic (альбом)[итал.]
- 1984 — Imperception[итал.]
- 1986 — One Way (альбом)[итал.]
- 1992 — Another Future[итал.]
- 2003 — Don't Stop (альбом Rockets)[англ.]
- 2007 — Outer World (сборник)
- 2010 — The Story (сборник)
- 2014 — Kaos[итал.]
- 2014 — Space Rock (сборник)
- 2019 — Wonderland
- 2021 — Alienation (неизданный альбом 1981 года)[7]
- 2023 — Time Machine
- 2024 — The Final Frontier

## «Классический» состав
- Кристиан Ле Барц (Christian Le Bartz) — вокал (1974—1983)
- Жерар Лэр (Gerard L’Her) — бас-гитара, вокал (1974—1984)
- Ален Маратра (Alain Maratrat) — соло-гитара, клавишные, вокал (1974—1992)
- Ален Гротцингер (Alain Groetzinger) — ударные (1974—1983)
- Фабрис Квальотти (Fabrice Quagliotti) — клавишные, синтезаторы, вокал (с 1977)